# Web Open Font Format
A Web Open Font Format (WOFF) egy webes használatra szánt betűkészlet-formátum. 2009-ben fejlesztették ki, jelenleg a szabványosítás útján halad, a World Wide Web Consortium Web Fonts munkacsoportja foglalkozik vele.
A WOFF a szabványosítást végző W3C Web Fonts Working Group „nagy kedvence”. Miután a Mozilla Alapítvány, az Opera Software és a Microsoft 2010 áprilisában beadta rá a szabványosítási kérelmet, a  W3C kijelentette, hogy arra számít, a WOFF hamarosan az összes webböngésző által támogatott, „egyetlen, interoperábilis formátum” lesz. A W3C 2010. július 27-én adta ki a WOFF working draft dokumentumát, amely 2012. december 13-án lett W3C ajánlás.
A WOFF 2.0, a jelenleg WOFF 1.0 akár 30%-kal jobb tömörítéssel bíró utódja jelenleg értékelési fázisban van.

## Specifikáció
A WOFF lényegében egy konténer, ami WOFF-tömörítő eszközzel tömörített, sfnt-alapú betűkészletek (TrueType (TTF), OpenType vagy Open Font Format) weboldalba való beágyazását teszi lehetővé. A formátum zlib-tömörítést használ (pontosabban annak compress2 függvényét), ami a tipikus TTF fájl méretét több mint 40%-kal csökkenti.

## Gyártói támogatás
A formátum több nagy fontkészítő cég támogatását élvezi. A Mozilla Firefox a 3.6-os verziótól kezdve támogatja.
A Microsoft az Internet Explorer 9 harmadik előzetesébe tette bele a WOFF teljes támogatását.
A WebKit a build 528-tól kezdve támogatja a WOFF-ot, így a Google Chrome 6.0 és a Safari 5.1-es vagy újabb kiadásai is automatikusan támogatják.
A Google Chrome 36 már támogatni fogja a WOFF 2.0-t.

## Fordítás
- Ez a szócikk részben vagy egészben a Web Open Font Format című angol Wikipédia-szócikk ezen változatának fordításán alapul.  Az eredeti cikk szerkesztőit annak laptörténete sorolja fel. Ez a jelzés csupán a megfogalmazás eredetét és a szerzői jogokat jelzi, nem szolgál a cikkben szereplő információk forrásmegjelöléseként.